# Aluchromisten
Die Aluchromisten waren eine Künstlergruppe, die 1961 in Brüssel im Umfeld von Raf Cleeremans gegründet wurde und bis 1965 bestand. Ihr gehörten auch deutsche und italienische Künstler an. 1963 lag ihr Büro 18, Boulevard Baudoin, Brüssel 1. Die Gruppe definierte sich durch die Anwendung der Aluchromie.

## Geschichte
1961 schufen die belgischen Künstler Raf Cleeremans, Pierre Leloup nach Recherchen und Experimenten mit Unterstützung von Galerist Raoul van Loo erste Aluchromien. Im selben Jahr stießen Carlo Crivellaro, Octave Landuyt, Louis Tournay und Arié Mandelbaum dazu und formierten die „Gruppe der Aluchromisten“. Manager der Gruppe wurde der Galerist Raoul van Loo. Ihr erstes gemeinsames Projekt war das Werk Aluchromie 3, ein Kubus von 4 Metern Kantenlänge, den die Gruppe im Dezember 1961 auf der place Rogier in Brüssel ausstellte. Es folgten Gemeinschaftsausstellungen in Brüssel, Spa, Antwerpen, im Münchener Kunstverein (1963) und auf der III. Biennale von Paris (1963). Nach 1965 verliert sich die Spur der Gruppe. Die Aluchromisten arbeiteten zwar zumeist ungegenständlich, doch konstituiert die gemeinsam verwendete Technik der Aluchromie keinerlei Gruppenstil. Es gibt expressiv wie konstruktiv arbeitende Aluchromisten. Ziel der Gruppe war „eine allgemeine Erneuerung des zeithgenössischen Begriffs der Rolle der Kunst und der Künstler in der Gesellschaft, die dabei sind eine Form der Schönheit zu schaffen, die mit den Mitteln unserer Zeit geeignet ist, die Zukunft zu erkennen.“ Von van Loo stammt auch ein Manifest der Gruppe. Mit dem Zerfall der Gruppe hört die Verwendung der Aluchromie als Technik nicht auf. So kann Leopold Bosdorf seinen Artikel zur Aluchromie in der Fachzeitschrift der deutschen Aluminium-Industrie 1970 mit zahlreichen Werken von Künstlern mit noch breiterem Stikspektrum präsentieren. Keiner der aufgeführten Künstler ist allerdings national oder international bekannt geworden.

## Mitglieder
Mitglieder der Gruppe der Aluchromisten waren 1963:
- Walter de Buck (* 13. Juli 1934 in Gent)
- Hugo Claus (* 1929, Brügge)
- Raf Cleeremans (* 13. Oktober 1933 in Halen)
- Carlo Crivellaro (* 16. April 1937 in Vicenza)
- Luc Daels (* 29. Mai 1929 in Gent)
- Karel Dierickx (* 19. April 1940 in Gent)
- Roger Dudant (+ 10. März 1929 in Laplaigne)
- Octave Landuyt
- Pierre Leloup (* 15. November 1933 in Antwerpen)
- Jules Lismonde (* 14. Mai 1908 in Brüssel)
- Louis-Marie Londot (* 11. März 1924 in Namur)
- Erich Lütkenhaus (* 28. August 1924 in Dülmen-Hiddingsel)
- Arié Mandelbaum (7. Juli 1939 in Brüssel)
- Hubert J.A. Minnebo (6. Februar 1940 in Brügge)
- Guy Peelaert (* 6. April 1934 in Brüssel)
- Maurits van Saene (* 28. Oktober 1919 in Pamel)
- Louis Tournay
- Serge Vandercam (* 1924 in Kopenhagen)
- Roger Wittevrongel (* 23. April 1933 in Blankenberge)

Manager der Gruppe war:
- Raoul van Loo